# 鹽湖谷

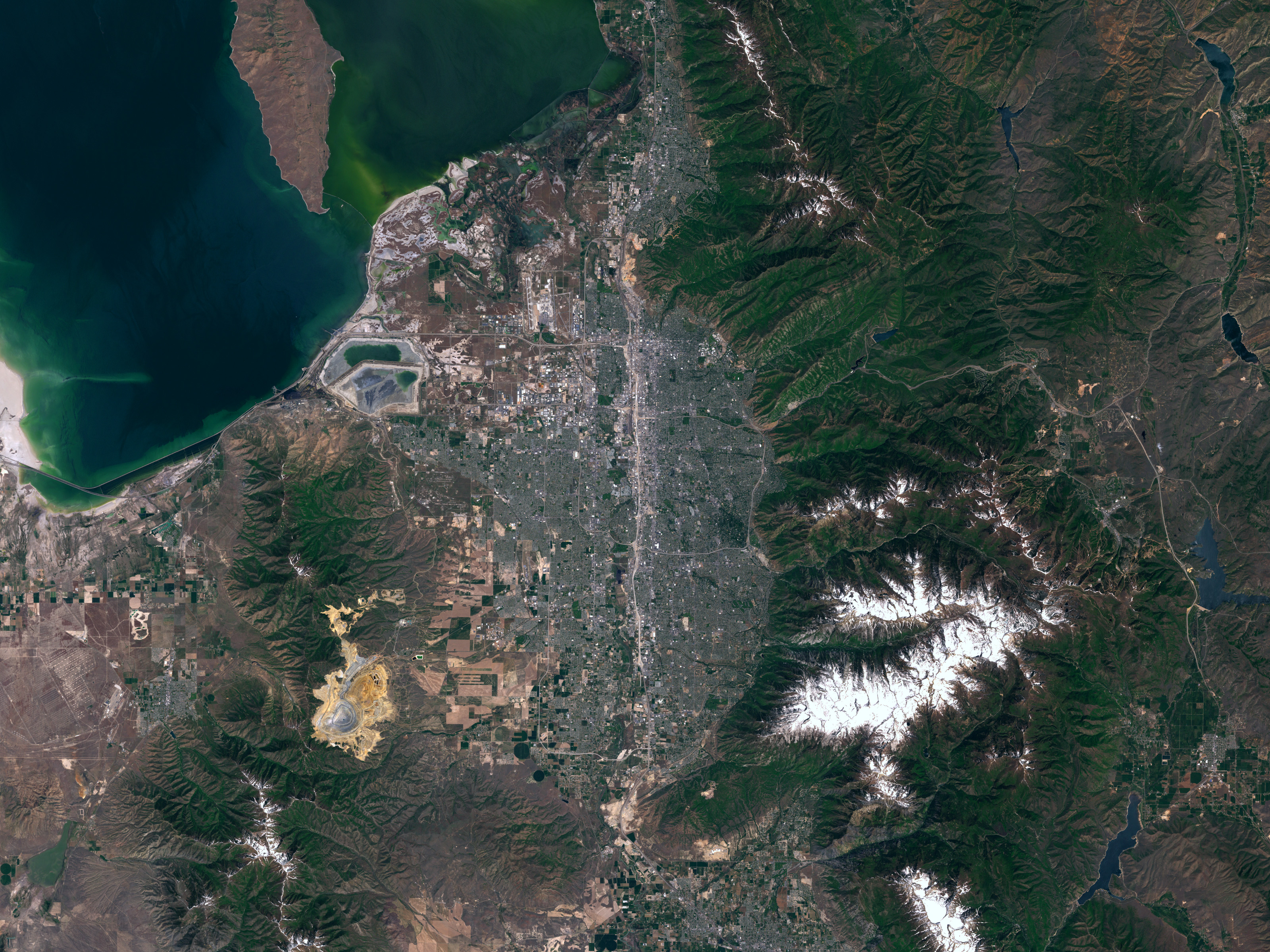
鹽湖谷衛星地圖

鹽湖谷（Salt Lake Valley）是一個面積500-平方英里（1,300-平方）的谷地，位於美國猶他州鹽湖縣中北部。鹽湖城及其郊區大部分位於這裡。2010年時，鹽湖谷地区人口为1,029,655人。
40°41′02″N 111°58′41″W / 40.6839°N 111.978°W